# San Vito, Sydsardinien
San Vito är en ort och kommun i provinsen Sydsardinien i regionen Sardinien i sydvästra Italien. Kommunen hade 3 632 invånare (2017).